# Sant Andreu de Llordà
L'església de Sant Andreu de Llordà era una construcció romànica al nord del poble de Llordà, al terme d'Isona i Conca Dellà, de la qual només queden unes restes, que permeten identificar l'absis i una part dels murs. Devia ser una església d'una sola nau, amb absis romànic a llevant. L'aparell, format de carreus ben tallats, ens remet a les esglésies romàniques rurals del segle xi.
No està pràcticament gens documentada, i sembla que era una de les esglésies del terme del Castell de Llordà donades al monestir de Sant Serni de Tavèrnoles el 973 pel comte d'Urgell Borrell II. També pot ser una de les esglésies que, genèricament, esmenta Arnau Mir de Tost en el seu testament (1071), on les dona a Sant Sadurní de Llordà.